# DANDY
DANDY（ダンディ）は、東京都渋谷区に拠点を置く日本のアダルトビデオメーカー。

## 概要
2006年2月、AV監督であるダンディよしのがナチュラルハイを独立し設立。同年8月よりリリース開始。「ちょいワル」「ロクデナシ」をキーワードとするメーカー。
運営会社は「株式会社ヒロスンエンタテインメント」。ソフト・オン・デマンドグループに属する。
2013年9月に素人妻専門メーカー「コスモス映像」、2018年8月にロリ専門メーカー「ひよこ」を新たに立ち上げた。
メーカーの特徴は年齢層を縛らず「ロリから熟女まで」、奇抜な設定の作品作り。

## 所属監督
- ダンディよしの
- サックン
- マーガレットはしもと
- テンダーロインなかもり
- 岡山パセリ♪
- マジカルキクタソ
- タナカ・ベーコン

## コスモス映像
素人妻専門メーカー。
2016年2月、公式サイトのリニューアルを行い、販売サイトをDANDYと統合した。

## ひよこ
2017年まで「ミニマム」レーベルを率いたピエロ田が、2018年8月、新たに立ち上げたロリータレーベル。以前のメーカーでは自主規制に抵触し制作不可となった、未熟で無垢な女子を扱う作品を制作し続けるために設立。同レーベルは、幼く見える成人女性を一貫して「ひよこ女子」と表現している。「パッケージはかわいいが中身がレイプ作品で萎えた」というファンの声を受け、レーベル内ではジャンルによってさらに細かく分類されている。ノーマル作品（ひよこ絵柄）、びっちひよこ作品（お尻を突き出したひよこ絵柄）、ひよこ女子が襲われる作品（狼絵柄）、あまえんぼ作品（ひよこがハートを持った絵柄）とイラストアイコンを用いて視覚的にも判断可能となっている。流通はソフト・オン・デマンド。